# Championnats d'Europe de bobsleigh
Les Championnats d'Europe de bobsleigh sont organisés depuis 1929 pour les hommes en bob à 2, 1967 pour les hommes en bob à 4, 2004 pour les femmes. 

## Palmarès

### Bob à deux masculin
| Année | Lieu                   | Or                                                             | Argent                                                        | Bronze                                                    |
| ----- | ---------------------- | -------------------------------------------------------------- | ------------------------------------------------------------- | --------------------------------------------------------- |
| 2025  | Lillehammer            | Allemagne Francesco Friedrich Alexander Schüller               | Allemagne Johannes Lochner Georg Fleischhauer                 | Royaume-Uni Brad Hall Taylor Lawrence                     |
| 2024  | Sigulda                | Allemagne Adam Ammour Issam Ammour                             | Suisse Michael Vogt Sandro Michel                             | Allemagne Johannes Lochner Erec Bruckert                  |
| 2023  | Altenberg              | Allemagne Johannes Lochner Erec Bruckert                       | Suisse Michael Vogt Sandro Michel                             | Allemagne Francesco Friedrich Alexander Schüller          |
| 2022  | Saint-Moritz           | Allemagne Francesco Friedrich Thorsten Margis                  | Allemagne Johannes Lochner Florian Bauer                      | Russie Rostislav Gaitiukevich Mikhail Mordasov            |
| 2021  | Winterberg             | Allemagne Francesco Friedrich Thorsten Margis                  | Allemagne Johannes Lochner Eric Franke                        | Autriche Benjamin Maier Markus Sammer                     |
| 2020  | Sigulda                | Lettonie Oskars Kibermanis Matiss Miknis                       | Suisse Simon Friedli Gregory Jones                            | Allemagne Christoph Hafer Christian Hammers               |
| 2019  | Königssee              | Allemagne Francesco Friedrich Martin Grothkopp                 | Allemagne Johannes Lochner Christian Rasp                     | France Romain Heinrich Dorian Hauterville                 |
| 2018  | Igls                   | Allemagne Francesco Friedrich Thorsten Margis                  | Suisse Clemens Bracher Michael Kuonen                         | Allemagne Johannes Lochner Joshua Bluhm                   |
| 2017  | Winterberg             | Allemagne Francesco Friedrich Thorsten Margis                  | Allemagne Johannes Lochner Joshua Bluhm                       | Lettonie Oskars Kibermanis Matiss Miknis                  |
| 2016  | St. Moritz             | Suisse Beat Hefti Alex Baumann                                 | Allemagne Nico Walther Christian Poser                        | Allemagne Maximilian Arndt Kevin Kuske                    |
| 2015  | La Plagne              | Allemagne Francesco Friedrich Martin Grothkopp                 | Lettonie Oskars Melbardis Daumants Dreiškens                  | Suisse Rico Peter Bror van der Zijde                      |
| 2014  | Königssee              | Suisse Beat Hefti Alex Baumann                                 | Suisse Rico Peter Thomas Lamparter                            | Allemagne Thomas Florschütz Kevin Kuske                   |
| 2013  | Igls                   | Suisse Beat Hefti Thomas Lamparter                             | Allemagne Thomas Florschütz Kevin Kuske                       | Allemagne Francesco Friedrich Jannis Baecker              |
| 2012  | Altenberg              | Allemagne Thomas Florschütz Kevin Kuske                        | Allemagne Maximilian Arndt Marko Hübenbecker                  | Suisse Beat Hefti Thomas Lamparter                        |
| 2011  | Winterberg             | Russie Alexandr Zubkov Alexey Voyevoda                         | Allemagne Thomas Florschütz Kevin Kuske                       | Allemagne Karl Angerer Alexander Mann                     |
| 2010  | Igls                   | Suisse Beat Hefti Thomas Lamparter                             | Allemagne André Lange Kevin Kuske                             | Suisse Daniel Schmid Jürg Egger                           |
| 2009  | St. Moritz             | Allemagne André Lange Martin Putze                             | Suisse Beat Hefti Thomas Lamparter                            | Allemagne Thomas Florschütz Marc Kühne                    |
| 2008  | Cesana                 | Russie Alexandr Zubkov Alexey Voyevoda                         | Allemagne André Lange Kevin Kuske                             | Italie Simone Bertazzo Samuele Romanini                   |
| 2007  | Cortina d’Ampezzo      | Tchéquie Ivo Danilevic Roman Gomola                            | Suisse Ivo Rüegg Cédric Grand                                 | Allemagne André Lange Kevin Kuske                         |
| 2006  | St. Moritz             | Allemagne André Lange Kevin Kuske                              | Suisse Ivo Rüegg Cédric Grand                                 | Suisse Martin Annen Beat Hefti                            |
| 2005  | Altenberg              | Allemagne André Lange Martin Putze                             | Allemagne René Spies Franz Sagmeister                         | Suisse Martin Annen Beat Hefti                            |
| 2004  | St. Moritz             | Allemagne Christoph Langen Christoph Heyder                    | Suisse Ivo Rüegg Beat Hefti                                   | Allemagne André Lange Kevin Kuske                         |
| 2003  | Winterberg             | Allemagne René Spies Marco Jakobs                              | Allemagne André Lange Kevin Kuske                             | Suisse Ralph Rüegg Beat Hefti                             |
| 2002  | Cortina d’Ampezzo      | Suisse Christian Reich Steve Anderhub                          | Allemagne André Lange Kevin Kuske                             | Suisse Martin Annen Beat Hefti                            |
| 2001  | Königssee              | Allemagne Christoph Langen Markus Zimmermann                   | Suisse Christian Reich Steve Anderhub                         | Allemagne René Spies Franz Sagmeister                     |
| 2000  | Cortina d’Ampezzo      | Allemagne André Lange René Hoppe                               | Italie Günther Huber Ubaldo Ranzi                             | Allemagne Christoph Langen Markus Zimmermann              |
| 1999  | Winterberg             | Suisse Reto Götschi Guido Acklin                               | Suisse Christian Reich Urs Aeberhard                          | Allemagne Sepp Dostthaler Olaf Hampel                     |
| 1998  | Igls                   | Suisse Reto Götschi Guido Acklin                               | Allemagne Christoph Langen Olaf Hampel                        | Italie Günther Huber Antonio Tartaglia                    |
| 1997  | Königssee              | Italie Günther Huber Antonio Tartaglia                         | Allemagne Sepp Dostthaler Thomas Platzer                      | Suisse Reto Götschi Guido Acklin                          |
| 1996  | St. Moritz             | Allemagne Christoph Langen Olaf Hampel                         | Suisse Reto Götschi Guido Acklin                              | Allemagne Sepp Dostthaler Thomas Platzer                  |
| 1995  | Altenberg              | Allemagne Christoph Langen Kai-Uwe Kohlert                     | Allemagne René Spies Sven Peter                               | Suisse Reto Götschi Guido Acklin                          |
| 1994  | La Plagne              | Allemagne Christoph Langen Peer Joechel                        | Italie Günther Huber Stefano Ticci                            | Suisse Gustav Weder Donat Acklin                          |
| 1993  | St. Moritz             | Suisse Gustav Weder Donat Acklin                               | Suisse Celeste Poltera Marco Battaglia                        | Allemagne Sepp Dostthaler Mike Sehr                       |
| 1992  | Königssee              | Suisse Gustav Weder Donat Acklin                               | Allemagne Christoph Langen Günther Eger                       | Allemagne Sepp Dostthaler Mike Sehr                       |
| 1991  | Cervinia               | Suisse Gustav Weder Bruno Gerber                               | Allemagne Volker Dietrich Peer Joechel                        | Italie Günther Huber Stefano Ticci                        |
| 1990  | Igls                   | Suisse Gustav Weder Curdin Morell                              | Union soviétique Zintis Ekmanis Juris Tone                    | Union soviétique Māris Poikāns Andrei Gorokhov            |
| 1989  | Winterberg             | Suisse Gustav Weder Bruno Gerber                               | Allemagne de l'Est Wolfgang Hoppe Bogdan Musiol               | Allemagne de l'Ouest Rudi Lochner Markus Zimmermann       |
| 1988  | Sarajevo               | Allemagne de l'Est Volker Dietrich Heiko Querner Peter Förster | Suisse Nico Baracchi Donat Acklin                             | Union soviétique Vyacheslav Savlev Alexei Golovin         |
| 1987  | Cervinia               | Allemagne de l'Est Wolfgang Hoppe Dietmar Schauerhammer        | Union soviétique Janis Kipurs Vladimir Aleksandrov            | Suisse Gustav Weder Bruno Gerber                          |
| 1986  | Igls                   | Allemagne de l'Est Wolfgang Hoppe Dietmar Schauerhammer        | Allemagne de l'Est Bernhard Lehmann Bogdan Musiol             | Allemagne de l'Est Detlef Richter Steffen Grummt          |
| 1985  | St. Moritz             | Union soviétique Zintis Ekmanis Vladimir Aleksandrov           | Allemagne de l'Est Wolfgang Hoppe Dietmar Schauerhammer       | Suisse Hans Hiltebrand Meinhard Müller                    |
| 1984  | Igls                   | Union soviétique Janis Kipurs Aivars Šnepsts                   | Allemagne de l'Est Detlef Richter Dietmar Jerke               | Union soviétique Zintis Ekmanis Vladimir Aleksandrov      |
| 1983  | Sarajevo               | Allemagne de l'Est Bernhard Lehmann Bogdan Musiol              | Allemagne de l'Est Bernhard Germeshausen Hans-Jürgen Gerhardt | Suisse Ralph Pichler Urs Leuthold                         |
| 1982  | Cortina d’Ampezzo      | Suisse Erich Schärer Max Rüegg                                 | Allemagne de l'Est Horst Schönau Andreas Kirchner             | Suisse Hans Hiltebrand Ulrich Bächli                      |
| 1981  | Igls                   | Suisse Hans Hiltebrand Walter Rahm                             | Allemagne de l'Est Bernhard Germeshausen Hans-Jürgen Gerhardt | Allemagne de l'Ouest Wolfgang Eidenschink Andreas Geiger  |
| 1980  | St. Moritz             | Suisse Hans Hiltebrand Walter Rahm                             | Allemagne de l'Est Bernhard Germeshausen Hans-Jürgen Gerhardt | Suisse Erich Schärer Ulrich Bächli                        |
| 1979  | Winterberg             | Allemagne de l'Est Bernhard Germeshausen Hans-Jürgen Gerhardt  | Suisse Erich Schärer Ulrich Bächli                            | Allemagne de l'Est Meinhard Nehmer Bogdan Musiol          |
| 1978  | Igls                   | Allemagne de l'Est Horst Schönau Harald Seifert                | Allemagne de l'Est Bernhard Germeshausen Hans-Jürgen Gerhardt | Allemagne de l'Est Bernhard Lehmann Matthias Trübner      |
| 1976  | St. Moritz             | Suisse Erich Schärer Peter Schärer                             | Allemagne de l'Ouest Stefan Gaisreiter Donat Ertel            | Suisse Fritz Lüdi Karl Häseli                             |
| 1973  | Cervinia               | Allemagne de l'Ouest Wolfgang Zimmerer Peter Utzschneider      | Allemagne de l'Ouest Horst Floth Willi Holdorf                | Autriche Walter Delle Karth jun. Fritz Sperling           |
| 1972  | St. Moritz             | Allemagne de l'Ouest Wolfgang Zimmerer Peter Utzschneider      | Allemagne de l'Ouest Horst Floth Pepi Bader                   | Suisse Jean Wicki Edy Hubacher                            |
| 1971  | Königssee              | Allemagne de l'Ouest Horst Floth Pepi Bader                    | Suisse Hans Candrian Peter Schärer                            | Allemagne de l'Ouest Wolfgang Zimmerer Peter Utzschneider |
| 1970  | Cortina d’Ampezzo      | Italie Gianfranco Gaspari Mario Armano                         | Allemagne de l'Ouest Horst Floth Pepi Bader                   | Allemagne de l'Ouest Wolfgang Zimmerer Peter Utzschneider |
| 1969  | Cervinia               | Autriche Erwin Thaler Reinhold Durnthaler                      | Roumanie Ion Panțuru Dumitru Focseneanu                       | Italie Bruno Servadei Andrea Clemente                     |
| 1968  | St. Moritz             | Allemagne de l'Ouest Wolfgang Zimmerer Peter Utzschneider      | Grande-Bretagne Patrick Evely Toni Fields                     | Grande-Bretagne John Blockey Mike Freeman                 |
| 1967  | Igls                   | Autriche Erwin Thaler Reinhold Durnthaler                      | Roumanie Ion Panțuru Nicolae Neagoe                           | Allemagne de l'Ouest Wolfgang Zimmerer Peter Utzschneider |
| 1966  | Garmisch-Partenkirchen | Autriche Erwin Thaler Adolf Koxeder                            | Autriche Manfred Hofer Karl Pichler                           | Allemagne de l'Ouest Anton Pensberger Helmut Wurzer       |
| 1965  | Cortina d’Ampezzo      | Autriche Erwin Thaler Adolf Koxeder                            | Italie Erwin Moser Enzo Pierini                               | Italie Angelo Frigerio Sergio Mocelli                     |
| 1929  | Davos                  | Pays-Bas Eddie van de Pol P. M. Metzelaar                      | Allemagne M. Volk H. Strelin                                  | Grande-Bretagne B. A. J. Qutram C. M. Qutram              |

### Bob à quatre masculin
| Année | Lieu              | Or                                                                                            | Argent | Bronze |
| ----- | ----------------- | --------------------------------------------------------------------------------------------- | --- | --- |
| 2025  | Lillehammer       | Allemagne Johannes Lochner Florian Bauer Jörn Wenzel Georg Fleischhauer                       | Allemagne Francesco Friedrich Matthias Sommer Alexander Schüller Felix Straub                                                                 | Royaume-Uni Brad Hall Taylor Lawrence Arran Gulliver Leon Greenwood Suisse Michael Vogt Gregory Jones Andreas Haas Amadou David Ndiaye  |
| 2024  | Igls              | Allemagne Francesco Friedrich Candy Bauer Alexander Schüller Felix Straub                     | Allemagne Johannes Lochner Erec Bruckert Joshua Tasche Georg Fleischhauer                                                                     | Lettonie Emīls Cipulis Dāvis Spriņģis Matīss Miknis Krists Lindenblats                                                                  |
| 2023  | Altenberg         | Royaume-Uni Brad Hall Arran Gulliver Taylor Lawrence Greg Cackett                             | Allemagne Francesco Friedrich Thorsten Margis Candy Bauer Felix Straub                                                                        | Suisse Michael Vogt Sandro Michel Alain Knuser Cyril Bieri                                                                              |
| 2022  | Saint-Moritz      | Lettonie Oskars Kibermanis Dāvis Spriņģis Matiss Miknis Edgars Nemme                          | Allemagne Francesco Friedrich Martin Grothkopp Alexander Rödiger Alexander Schüller                                                           | Russie Rostislav Gaitiukevich Mikhail Mordasov Pavel Travkin Alexey Laptev                                                              |
| 2021  | Winterberg        | Allemagne Francesco Friedrich Thorsten Margis Candy Bauer Alexander Schüller                  | Autriche Benjamin Maier Sascha Stepan Markus Sammer Kristian Huber                                                                            | Russie Rostislav Gaitiukevich Mikhail Mordasov Ilya Malykh Rouslan Samitov                                                              |
| 2020  | Sigulda           | Allemagne Johannes Lochner Florian Bauer Christopher Weber Christian Rasp                     | Allemagne Francesco Friedrich Candy Bauer Alexander Schüller Thorsten Margis                                                                  | Allemagne Nico Walther Paul Krenz Kevin Korona Eric Franke                                                                              |
| 2019  | Königssee         | Allemagne Johannes Lochner Florian Bauer Marc Rademacher Christian Rasp                       | Lettonie Oskars Kibermanis Matiss Miknis Arvis Vilkaste Janis Strenga                                                                         | Allemagne Francesco Friedrich Candy Bauer Martin Grothkopp Alexander Schüller                                                           |
| 2018  | Igls              | Allemagne Johannes Lochner Marc Rademacher Joshua Bluhm Christian Rasp                        | Allemagne Francesco Friedrich Candy Bauer Martin Grothkopp Thorsten Margis                                                                    | Lettonie Oskars Melbardis Daumants Dreiškens Helvijs Lusis Janis Strenga                                                                |
| 2017  | Winterberg        | Allemagne Johannes Lochner Sebastian Mrowka Joshua Bluhm Christian Rasp                       | Allemagne Nico Walther Kevin Kuske Kevin Korona Eric Franke                                                                                   | Autriche Benjamin Maier Stefan Laussegger Markus Sammer Dănuț Moldovan                                                                  |
| 2016  | St. Moritz        | Allemagne Maximilian Arndt Kevin Korona Martin Putze Ben Heber                                | Autriche Benjamin Maier Marco Rangl Markus Sammer Dănuț Moldovan                                                                              | Lettonie Oskars Melbardis Daumants Dreiškens Arvis Vilkaste Janis Strenga                                                               |
| 2015  | La Plagne         | Lettonie Oskars Melbardis Daumants Dreiškens Janis Strenga Arvis Vilkaste                     | Russie Alexander Kasjanov Ilvir Huzin Aleksei Pushkarev Aleksey Zaytsev                                                                       | Allemagne Francesco Friedrich Thorsten Margis Martin Grothkopp Candy Bauer                                                              |
| 2014  | Königssee         | Suisse Beat Hefti Alex Baumann Thomas Amrhein Juerg Egger                                     | Grande-Bretagne John James Jackson Stuart Benson Bruce Tasker Joel Fearon                                                                     | Allemagne Francesco Friedrich Alex Mann Gregor Bermbach Thorsten Margis                                                                 |
| 2013  | Igls              | Allemagne Maximilian Arndt Alexander Rödiger Marko Hübenbecker Martin Putze                   | Suisse Beat Hefti Alex Baumann Thomas Lamparter Juerg Egger                                                                                   | Allemagne Thomas Florschütz Andreas Bredau Kevin Kuske Thomas Blaschek                                                                  |
| 2012  | Altenberg         | Allemagne Maximilian Arndt Alexander Rödiger Marko Hübenbecker Martin Putze                   | Russie Alexandr Zubkov Filipp Yegorov Dmitry Trunenkov Nikolay Khrenkov                                                                       | Allemagne Thomas Florschütz Ronny Listner Kevin Kuske Thomas Blaschek                                                                   |
| 2011  | Winterberg        | Allemagne Manuel Machata Richard Adjei Andreas Bredau Florian Becke                           | Allemagne Thomas Florschütz Ronny Listner Kevin Kuske Andreas Barucha Russie Alexandr Zubkov Filipp Yegorov Dmitry Trunenkov Nikolay Khrenkov | Non décernée |
| 2010  | Igls              | Allemagne André Lange René Hoppe Kevin Kuske Martin Putze                                     | Suisse Ivo Rüegg Roman Handschin Cédric Grand Thomas Lamparter                                                                                | Allemagne Thomas Florschütz Ronny Listner Richard Adjei Andreas Barucha                                                                 |
| 2009  | St. Moritz        | Russie Alexandr Zubkov Roman Oreshnikov Dmitry Trunenkov Dmitriy Stepushkin                   | Allemagne Thomas Florschütz Marc Kühne Andreas Barucha Alexander Metzger                                                                      | Allemagne Karl Angerer Andreas Udvari Thomas Pöge Gregor Bermbach                                                                       |
| 2008  | Cesana            | Lettonie Janis Minins Daumants Dreiškens Oskars Melbardis Intars Dambis                       | Suisse Martin Galliker Jürg Egger Olexander Streltsov Patrick Blöchliger                                                                      | Allemagne André Lange René Hoppe Kevin Kuske Martin Putze                                                                               |
| 2007  | Cortina d’Ampezzo | Allemagne André Lange Alexander Rödiger Kevin Kuske Martin Putze                              | Russie Yevgeni Popov Roman Oreshnikov Dmitry Trunenkov Dmitriy Stepushkin                                                                     | Suisse Ivo Rüegg Roman Handschin Thomas Lamparter Cédric Grand                                                                          |
| 2006  | St. Moritz        | Suisse Martin Annen Thomas Lamparter Beat Hefti Cédric Grand                                  | Allemagne André Lange René Hoppe Kevin Kuske Martin Putze                                                                                     | Russie Alexandr Zubkov Sergey Golubev Alexei Seliverstov Dmitriy Stepushkin                                                             |
| 2005  | Altenberg         | Russie Alexandr Zubkov Alexei Seliverstov Sergey Golubev Dmitriy Stepushkin                   | Allemagne André Lange René Hoppe Thomas Pöge Martin Putze                                                                                     | Allemagne Matthias Höpfner Marc Kühne Andreas Barucha Stefan Barucha                                                                    |
| 2004  | St. Moritz        | Allemagne André Lange Udo Lehmann Kevin Kuske René Hoppe                                      | Suisse Ivo Rüegg Ali Dincer Beat Hefti Christian Aebli                                                                                        | Allemagne Christoph Langen Markus Zimmermann Enrico Kühn Alexander Metzger                                                              |
| 2003  | Winterberg        | Lettonie Sandis Prūsis Janis Silarajs Marcis Rullis Jānis Ozols                               | Allemagne André Lange René Hoppe Enrico Kühn Carsten Embach                                                                                   | Suisse Martin Annen Urs Aeberhard Silvio Schaufelberger Cédric Grand                                                                    |
| 2002  | Cortina d’Ampezzo | Allemagne André Lange Enrico Kühn Kevin Kuske Carsten Embach                                  | France Bruno Mingeon Eric Le Chanony Christophe Fouquet Max Robert                                                                            | Allemagne Matthias Benesch Torsten Voss Udo Lehmann Alexander Szelig                                                                    |
| 2001  | Königssee         | Allemagne Matthias Benesch Torsten Voss Udo Lehmann Alexander Szelig                          | Allemagne Christoph Langen Markus Zimmermann Sven Peter Alexander Metzger                                                                     | Allemagne André Lange Lars Behrendt René Hoppe Carsten Embach                                                                           |
| 2000  | Cortina d’Ampezzo | France Bruno Mingeon Emmanuel Hostache Christophe Fouquet Max Robert                          | Lettonie Sandis Prūsis Marcis Rullis Matis Zacmanis Jānis Ozols                                                                               | Allemagne Christoph Langen Sven Rühr Thomas Patzer Jörg Treffer                                                                         |
| 1999  | Winterberg        | Allemagne Christoph Langen Markus Zimmermann Thomas Platzer Sven Rühr                         | Suisse Marcel Rohner Markus Nüssli Beat Hefti Silvio Schaufelberger                                                                           | Autriche Wolfgang Stampfer Jochen Buck Erwin Arnold Martin Schützenauer Allemagne Harald Czudaj Torsten Voss Udo Lehmann Carsten Embach |
| 1998  | Igls              | Allemagne Harald Czudaj Torsten Voss Steffen Görmer Alexander Szelig                          | Autriche Hubert Schösser Peter Leismüller Erwin Arnold Martin Schützenauer                                                                    | Allemagne Christoph Langen Markus Zimmermann Kai-Uwe Kohlert Olaf Hampel                                                                |
| 1997  | Königssee         | Suisse Reto Götschi Guido Acklin Daniel Giger Beat Seitz                                      | Suisse Marcel Rohner Markus Nüssli Thomas Schreiber Roland Tanner                                                                             | Allemagne Dirk Wiese Christoph Bartsch Torsten Voss Michael Liekmeier                                                                   |
| 1996  | St. Moritz        | Allemagne Christoph Langen Sven Rühr Markus Zimmermann Olaf Hampel                            | Allemagne Wolfgang Hoppe Torsten Voss Sven Peter Carsten Embach                                                                               | Suisse Marcel Rohner Markus Wasser Thomas Schreiber Roland Tanner                                                                       |
| 1995  | Altenberg         | Allemagne Wolfgang Hoppe Ulf Hielscher René Hannemann Carsten Embach                          | Autriche Hubert Schösser Gerhard Redl Thomas Schroll Martin Schützenauer                                                                      | Allemagne Harald Czudaj Karsten Brannasch Alexander Szelig Udo Lehmann                                                                  |
| 1994  | La Plagne         | Italie Günther Huber Antonio Tartaglia Stefano Ticci Mirko Ruggiero                           | Grande-Bretagne Mark Tout George Farell Jason Wing Lenny Paul                                                                                 | Allemagne Dirk Wiese Christoph Bartsch Michael Liekmeier Wolfgang Haupt                                                                 |
| 1993  | St. Moritz        | Suisse Gustav Weder Donat Acklin Kurt Meier Domenico Semeraro                                 | Allemagne Dirk Wiese Christoph Bartsch Oliver Rogge Wolfgang Haupt                                                                            | Autriche Hubert Schösser Gerhard Redl Harald Winkler Gerhard Haidacher                                                                  |
| 1992  | Königssee         | Allemagne Harald Czudaj Tino Bonk Axel Jang Alexander Szelig                                  | Autriche Hubert Schösser Hannes Conti Martin Riedl Gerhard Haidacher                                                                          | Roumanie Paul Neagu Laurențiu Budur László Hodos Costel Petrariu                                                                        |
| 1991  | Cervinia          | Suisse Gustav Weder Bruno Gerber Lorenz Schindelholz Curdin Morell                            | Allemagne Dirk Wiese Thorsten Wölm Oliver Rogge Olaf Hampel                                                                                   | Allemagne Volker Dietrich Sven Rühr Frank Jacob Thomas Rex                                                                              |
| 1990  | Igls              | Autriche Peter Kienast Thomas Schroll Martin Riedl Johann Lindner                             | Autriche Ingo Appelt Gerhard Redl Jürgen Mandl Harald Winkler                                                                                 | Suisse Gustav Weder Bruno Gerber Lorenz Schindelholz Curdin Morell                                                                      |
| 1989  | Winterberg        | Autriche Ingo Appelt Harald Winkler Gerhard Redl Jürgen Mandl                                 | Allemagne de l'Est Harald Czudaj Tino Bonk Karsten Brannasch Peter Förster                                                                    | Autriche Peter Kienast Thomas Schroll Franz Siegl Kurt Teigl                                                                            |
| 1988  | Sarajevo          | Allemagne de l'Ouest Christian Schebitz Uwe Höring Gerhard Oechsle Leroy Hieber               | Allemagne de l'Est Volker Dietrich René Hannemann Torsten Körner Axel Kühn                                                                    | Suisse Silvio Giobellina Curdin Morell Urs Salzmann Celeste Poltera                                                                     |
| 1987  | Cervinia          | Allemagne de l'Est Wolfgang Hoppe Dietmar Schauerhammer Roland Wetzig Bogdan Musiol           | Suisse Ralph Pichler Heinrich Notter Edgar Dietsche Celeste Poltera                                                                           | Suisse Ekkehard Fasser Kurt Meier Werner Stocker Rolf Strittmatter                                                                      |
| 1986  | Igls              | Suisse Hans Hiltebrand Kurt Meier Erwin Fassbind André Kisser                                 | Allemagne de l'Est Bernhard Lehmann Matthias Trübner Ingo Voge Bogdan Musiol                                                                  | Autriche Peter Kienast Franz Siegl Gerhard Redl Christian Mark                                                                          |
| 1985  | St. Moritz        | Suisse Silvio Giobellina Heinz Stettler Urs Salzmann Rico Freiermuth                          | Allemagne de l'Est Wolfgang Hoppe Roland Wetzig Ingo Voge Dietmar Schauerhammer                                                               | Suisse Hans Hiltebrand Urs Leuthold Kurt Ott Meinhard Müller                                                                            |
| 1984  | Igls              | Suisse Silvio Giobellina Heinz Stettler Urs Salzmann Rico Freiermuth                          | Allemagne de l'Est Detlef Richter Thomas Forch Matthias Legler Dietmar Jerke                                                                  | Suisse Ekkehard Fasser Hans Märcy Kurt Poletti Rolf Strittmatter                                                                        |
| 1983  | Sarajevo          | Suisse Ekkehard Fasser Kurt Poletti Hans Märcy Rolf Strittmatter                              | Allemagne de l'Est Bernhard Lehmann Bogdan Musiol Ingo Voge Eberhard Weise                                                                    | Suisse Silvio Giobellina Urs Salzmann Heinz Stettler Rico Freiermuth                                                                    |
| 1982  | Cortina d’Ampezzo | Suisse Ralph Pichler Kurt Ott Urs Leuthold Klaus                                              | Allemagne de l'Est Detlef Richter Michael Richter Thomas Forch Dietmar Jerke                                                                  | Autriche Walter Delle Karth jun. Günter Krispel Johann Lindner Ferdinand Grössing                                                       |
| 1981  | Igls              | Allemagne de l'Est Bernhard Germeshausen Matthias Trübner Henry Gerlach Hans-Jürgen Gerhardt  | Allemagne de l'Est Horst Schönau Detlef Richter Dietmar Jerke Andreas Kirchner                                                                | Allemagne de l'Est Bernhard Lehmann Bogdan Musiol Roland Wetzig Eberhard Weise                                                          |
| 1980  | St. Moritz        | Suisse Erich Schärer Ulrich Bächli Ruedi Marti Joseph Benz                                    | Suisse Peter Schärer Max Rüegg Tony Rüegg Hans-Jörg Trachsel                                                                                  | Suisse Hans Hiltebrand Ulrich Schindler Walter Rahm Armin Baumgartner                                                                   |
| 1979  | Winterberg        | Allemagne de l'Est Meinhard Nehmer Jochen Babock Bernhard Germeshausen Hans-Jürgen Gerhardt   | Suisse Erich Schärer Ulrich Bächli Tony Rüegg Hans-Jörg Trachsel                                                                              | Allemagne de l'Est Horst Schönau Horst Bernhardt Andreas Kirchner Bogdan Musiol                                                         |
| 1978  | Igls              | Autriche Fritz Sperling Franz Köfel Franz Rednack Walter Köck                                 | Allemagne de l'Est Meinhard Nehmer Hans-Jürgen Gerhardt Bernhard Germeshausen Raimund Bethge                                                  | Allemagne de l'Est Horst Schönau Horst Bernhardt Harald Seifert Bogdan Musiol                                                           |
| 1976  | St. Moritz        | Allemagne de l'Ouest Stefan Gaisreiter Hans Wagner Donat Ertel Walter Gillik                  | Allemagne de l'Ouest Wolfgang Zimmerer Peter Utzschneider Bodo Bittner Manfred Schumann                                                       | Suisse Erich Schärer Peter Schärer Werner Camichel Joseph Benz                                                                          |
| 1973  | Cervinia          | Allemagne de l'Ouest Wolfgang Zimmerer Peter Utzschneider Stefan Gaisreiter Fritz Ohlwärter   | Suisse Fritz Lüdi Thomas Hagen Ferdi Müller Karl Häseli                                                                                       | Suisse René Stadler Werner Camichel Erich Schärer Peter Schärer                                                                         |
| 1972  | St. Moritz        | Suisse Hansruedi Müller Herbert Ott Rudolf Born Hans Hiltebrand                               | Allemagne de l'Ouest Herbert Pitka Hermann Pschorr Helmut Wurzer Franz Frey                                                                   | Autriche Werner Delle Karth Fritz Sperling Walter Delle Karth jun. Werner Moser                                                         |
| 1971  | Igls              | Roumanie Ion Panțuru Ion Zangor Dumitru Pascu Dumitru Focseneanu                              | Allemagne de l'Ouest Wolfgang Zimmerer Stefan Gaisreiter Walter Steinbauer Peter Utzschneider                                                 | Allemagne de l'Ouest Horst Floth Donat Ertel Jan Thölke Pepi Bader                                                                      |
| 1970  | Cortina d’Ampezzo | Allemagne de l'Ouest Wolfgang Zimmerer Stefan Gaisreiter Walter Steinbauer Peter Utzschneider | Espagne Eugenio Baturone Julio Satorre José Manuel Pérez Guillermo Rosal                                                                      | Roumanie Ion Panțuru Nicolae Neagoe Dumitru Pascu Ion Zangor                                                                            |
| 1969  | Cervinia          | Italie Alberto Frigo Gino Basuino Antonio Brancaccio Luciano De Paolis                        | Roumanie Ion Panțuru Dumitru Focseneanu Raimond Tancov Nicolae Neagoe                                                                         | Allemagne de l'Ouest Herbert Pitka Leonhard Samm Hermann Pschorr Franz Frey                                                             |
| 1968  | St. Moritz        | Suisse Jean Wicki Hans Candrian Willi Hofmann Walter Graf                                     | Roumanie Ion Panțuru Petre Hristovici Nicolae Neagoe Gheorghe Maftei                                                                          | Grande-Bretagne John Blockey Timothy Thorn John Brown Mike Freeman                                                                      |
| 1967  | Igls              | Roumanie Ion Panțuru Nicolae Neagoe Petre Hristovici Gheorghe Maftei                          | Autriche Erwin Thaler Reinhold Durnthaler Herbert Gruber Adolf Koxeder                                                                        | Allemagne de l'Ouest Franz Wörmann Hubert Braun Klaus Ostler Josef Gerg                                                                 |

### Bob à deux féminin
| Année | Lieu              | Or                                                       | Argent                                                 | Bronze                                                                           |
| ----- | ----------------- | -------------------------------------------------------- | ------------------------------------------------------ | -------------------------------------------------------------------------------- |
| 2025  | Lillehammer       | Allemagne Laura Nolte Leonie Kluwig                      | Allemagne Kim Kalicki Leonie Fiebig                    | Allemagne Lisa Buckwitz Kira Lipperheide                                         |
| 2024  | Sigulda           | Allemagne Laura Nolte Neele Schuten                      | Allemagne Kim Kalicki Anabel Galander                  | Suisse Melanie Hasler Mara Morell                                                |
| 2023  | Altenberg         | Allemagne Laura Nolte Neele Schuten                      | Suisse Melanie Hasler Nadja Pasternack                 | Allemagne Kim Kalicki Anabel Galander                                            |
| 2022  | Saint-Moritz      | Allemagne Kim Kalicki Lisa Buckwitz                      | Allemagne Mariama Jamanka Kira Lipperheide             | Allemagne Laura Nolte Deborah Levi                                               |
| 2021  | Winterberg        | Allemagne Laura Nolte Deborah Levi                       | Allemagne Kim Kalicki Ann-Christin Strack              | Autriche Katrin Beierl Jennifer Onasanya Allemagne Mariama Jamanka Leonie Fiebig |
| 2020  | Sigulda           | Russie Nadezhda Sergeeva Elena Mamedova                  | Roumanie Andreea Grecu Ioana Gheorghe                  | Allemagne Stephanie Schneider Lisette Thöne                                      |
| 2019  | Königssee         | Allemagne Mariama Jamanka Annika Drazek                  | Allemagne Stephanie Schneider Ann-Christin Strack      | Autriche Katrin Beierl Jennifer Onasanya                                         |
| 2018  | Igls              | Allemagne Stephanie Schneider Annika Drazek              | Allemagne Mariama Jamanka Lisa Marie Buckwitz          | Allemagne Anna Köhler Ann-Christin Strack                                        |
| 2017  | Winterberg        | Allemagne Mariama Jamanka Annika Drazek                  | Russie Nadezhda Sergeeva Anastasia Kocherzhova         | Autriche Christina Hengster Jennifer Onasanya                                    |
| 2016  | St. Moritz        | Allemagne Anja Schneiderheinze-Stöckel Annika Drazek     | Belgique Elfje Willemsen Sophie Vercruyssen            | Allemagne Stephanie Schneider Lisa Marie Buckwitz                                |
| 2015  | La Plagne         | Allemagne Anja Schneiderheinze-Stöckel Franziska Bertels | Allemagne Cathleen Martini Stephanie Schneider         | Allemagne Stefanie Szczurek Erline Nolte                                         |
| 2014  | Königssee         | Suisse Fabienne Meyer Tanja Mayer                        | Allemagne Sandra Kiriasis Franziska Fritz              | Pays-Bas Esme Kamphuis Judith Vis                                                |
| 2013  | Igls              | Allemagne Sandra Kiriasis Franziska Bertels              | Allemagne Anja Schneiderheinze Lisette Thoene          | Allemagne Cathleen Martini Stephanie Schneider                                   |
| 2012  | Altenberg         | Allemagne Cathleen Martini Janine Tischer                | Allemagne Sandra Kiriasis Petra Lammert                | Suisse Fabienne Meyer Hannelore Schenk                                           |
| 2011  | Winterberg        | Allemagne Sandra Kiriasis Berit Wiacker                  | Allemagne Anja Schneiderheinze-Stöckel Christin Senkel | Pays-Bas Esme Kamphuis Judith Vis                                                |
| 2010  | Igls              | Allemagne Cathleen Martini Romy Logsch                   | Suisse Sabina Hafner Hannelore Schenk                  | Allemagne Sandra Kiriasis Christin Senkel                                        |
| 2009  | St. Moritz        | Allemagne Sandra Kiriasis Berit Wiacker                  | Allemagne Cathleen Martini Janine Tischer              | Grande-Bretagne Nicola Minichiello Gillian Cooke                                 |
| 2008  | Cesana            | Allemagne Sandra Kiriasis Berit Wiacker                  | Allemagne Cathleen Martini Janine Tischer              | Suisse Maya Bamert Anne Dietrich                                                 |
| 2007  | Cortina d’Ampezzo | Allemagne Sandra Kiriasis Romy Logsch                    | Allemagne Cathleen Martini Janine Tischer              | Italie Jessica Gillarduzzi Fabiana Mollica                                       |
| 2006  | St. Moritz        | Allemagne Sandra Kiriasis Anja Schneiderheinze           | ITA Gerda Weißensteiner Jennifer Isacco                | Allemagne Susi Erdmann Anne Dietrich                                             |
| 2005  | Altenberg         | Allemagne Cathleen Martini Janine Tischer                | Allemagne Sandra Kiriasis Anja Schneiderheinze         | Pays-Bas Ilse Broeders Jeanette Pennings                                         |
| 2004  | Sigulda           | Allemagne Cathleen Martini Sandra Germain                | Allemagne Claudia Schramm Nicole Herschmann            | Suisse Françoise Burdet Karin Hagmann                                            |

### Monobob féminin
| Année | Lieu         | Or                        | Argent                  | Bronze                   |
| ----- | ------------ | ------------------------- | ----------------------- | ------------------------ |
| 2025  | Lillehammer  | Allemagne Laura Nolte     | Suisse Melanie Hasler   | Allemagne Lisa Buckwitz  |
| 2024  | Sigulda      | Allemagne Lisa Buckwitz   | Allemagne Andreea Grecu | Allemagne Laura Nolte    |
| 2023  | Altenberg    | Allemagne Laura Nolte     | Roumanie Andreea Grecu  | Allemagne Kim Kalicki    |
| 2022  | Saint-Moritz | Allemagne Mariama Jamanka | Allemagne Laura Nolte   | Russie Nadezhda Sergeeva |